# Euterpe luminosa
Euterpe luminosa ist eine in Südamerika heimische Palmenart aus der Gattung Euterpe.

## Merkmale
Euterpe luminosa ist eine mehrstämmige Palme, meist bildet sie einen entwickelten Stamm mit weiteren Sprossen an der Basis. Der Stamm ist aufrecht, 5 bis 11 m hoch bei einem Durchmesser von 5 bis 7 cm, und grau. Die Krone besteht aus 9 bis 12 Blättern. Die Blattscheide ist 48 bis 65 cm lang, grün und besitzt kein Blatthäutchen. Sie ist apikal zerstreut mit wolligen, rötlichbraunen Haaren bedeckt. Der Blattstiel ist 20 bis 35 cm lang, grün und dicht mit wolligen, rötlichbraunen Haaren bedeckt. Die Rhachis ist 1,1 bis 1,4 m lang und dicht mit Haaren wie der Blattstiel bedeckt. An jeder Seite stehen 48 bis 69 Fiederblättchen, die fast hängen und eine Art Dach bilden. Sie sind kahl, die Mittelrippe steht deutlich hervor. Das basale Blättchen ist 20 bis 25 cm lang, die mittleren 35 bis 41 cm und das endständige 14 bis 15 cm. 
Der Blütenstand steht zwischen den Blättern und ist zur Blütezeit aufrecht. Der Blütenstandsstiel ist 4 bis 5 cm lang, das Vorblatt rund 32 cm lang, das Hochblatt am Blütenstandsstiel 32 cm lang. Die Blütenstandsachse ist 13 bis 16 cm lang, an ihre stehen 30 bis 40 Seitenzweige, die bis 30 cm lang sind. Die Blüten stehen im unteren Bereich in Triaden, distal paarig oder einzeln. 
Die männlichen Blüten sind 6 bis 7 mm lang, manche sind kurz gestielt. Die Kelchblätter sind dreieckig, 2,5 mm lang und im unteren Bereich kurz verwachsen. Die Kronblätter sind dreieckig, 55 mm lang, die Staubblätter stehen an einem kurzen Receptaculum. Die Staubfäden sind 1,5 mm lang, die Antheren 3 mm. Das Stempelrudiment ist 1 mm lang. Die weiblichen Blüten sind bis 2,5 mm lang, die Kelchblätter und Kronblätter sind breit oval und 2 mm lang. Die sechs Staminodien sind sehr klein. 
Die Früchte sind ellipsoidisch, 2 cm lang bei einem Durchmesser von 1 cm. Die Narbenreste sind deutlich und stehen subapikal, das Perianth ist vergrößert und bis 7 mm lang. Das Exokarp ist schwarz. Die Samen sind ellipsoidisch, das Endosperm ist homogen mit einem zentralen, lufterfüllten Bereich. Das Primärblatt ist gefiedert mit einer langen Rhachis.

## Verbreitung und Standorte
Euterpe luminosa ist nur von der Typuslokalität in der peruanischen Provinz Pasco bekannt. Ihr Areal dürfte insgesamt sehr klein sein. Hier wächst sie im feuchten Nebelwald angrenzend an eine pajonal-Vegetation, die durch xeromorphe Sträucher charakterisiert ist. Sie wächst zwischen 2000 und 2500 m Seehöhe.

## Taxonomie
Euterpe luminosa wurde 1991 von Andrew James Henderson, Gloria Amparo Galeano Garcés und Elsa Meza in Brittonia; a Series of Botanical Papers Band 43 Teil 3, Seite 178 erstbeschrieben.

## Belege
- Andrew Henderson, Gloria Amparo Galeano Garcés: Euterpe, Prestoea, and Neonicholsonia (Palmae: Euterpeinae). In: Flora Neotropica, Band 72, New York Botanical Garden Press, New York 1996, S. 1–90. (JSTOR)